# Сыченко, Иван Логинович
Иван Логинович Сыченко — советский хозяйственный, государственный и политический деятель, Герой Социалистического Труда.

## Биография
Родился в 1915 году в селе Николо-Петровка. Член КПСС.
С 1930 года — на хозяйственной, общественной и политической работе. В 1930—1970 гг. — колхозник местного колхоза, тракторист машинно-тракторной станции (МТС) имени Щетинкина Минусинского района, участник Великой Отечественной войны в составе 171-го гвардейского артиллерийского полка, бригадир тракторной бригады Щетинкинской МТС Красноярского края, председатель колхоза «Путь Ильича» Минусинского района, председатель колхоза ордена Ленина «Красный маяк». 
Указом Президиума Верховного Совета СССР от присвоено звание Героя Социалистического Труда с вручением ордена Ленина и золотой медали «Серп и Молот».
Почётный гражданин Минусинского района.
Умер в родном селе Николо-Петровка в 2012 году.